# 지도자도
《지도자도 : 혁명과정에 처하여》(指導者道 : 革命過程에 處하여)는 대한민국의 대통령 박정희가 1961년에 출간한 소책자이다.

## 개요
지도자도(指導者道)란 '지도자의 길'이란 뜻이다. 지도자도는 5·16 군사 정변 이후, 쿠데타의 핵심 리더였던 박정희 소장이 자신의 혁명(쿠데타)의 당위성을 설파하고 자신의 사상을 알리기 위한 목적으로 쓴 일종의 선전책 또는 정책집이다. 지도자도는 35쪽 분량의 소책자로, 국가재건최고회의에서 발행되었다.

## 목차
- 一, 序言
- 二, 지도자의 성격 
  - 지도자의 상대성
  - 과거의 지도자
  - 현대적 지도자
- 三, 피지도자의 분석 
  - 우리가 당면한 이 시대
  - 우리 겨레의 구성요소
  - 우리 겨레의 소원
- 四, 우리 사회가 요구하는 지도자의 자격 
  - 동지의식
  - 판단과 해결의 능력
  - 선견지명
  - 원칙에 충실: 양심적 인물
  - 용단
  - 민주주의에 대한 신념
  - 목표에 대한 확신
    - 가, 자유민주주의와 혁명
    - 나, 강권발동과 자율과의 관계
    - 다, 강권발동의 한계

  - 지도자단의 단결
  - 성의와 정열
  - 신뢰감
- 五, 結語